# Katjuša (lanciarazzi)
Katjuša (in russo Катюша?) è il nome informale del sistema d'arma RS-132, acronimo di Reaktnivnyj Snarjad 132 (in russo: Реактивный Снаряд, trad. italiana: "razzo autopropellente"), un lanciarazzi sovietico della seconda guerra mondiale installato prevalentemente su autocarri progettato da un gruppo di scienziati capeggiato da Georgij Langemak.
Deve il suo nome a una canzone popolare sovietica del periodo bellico, Katjuša, composta qualche anno prima, e molto diffusa tra i soldati dell'Armata Rossa.

## Descrizione

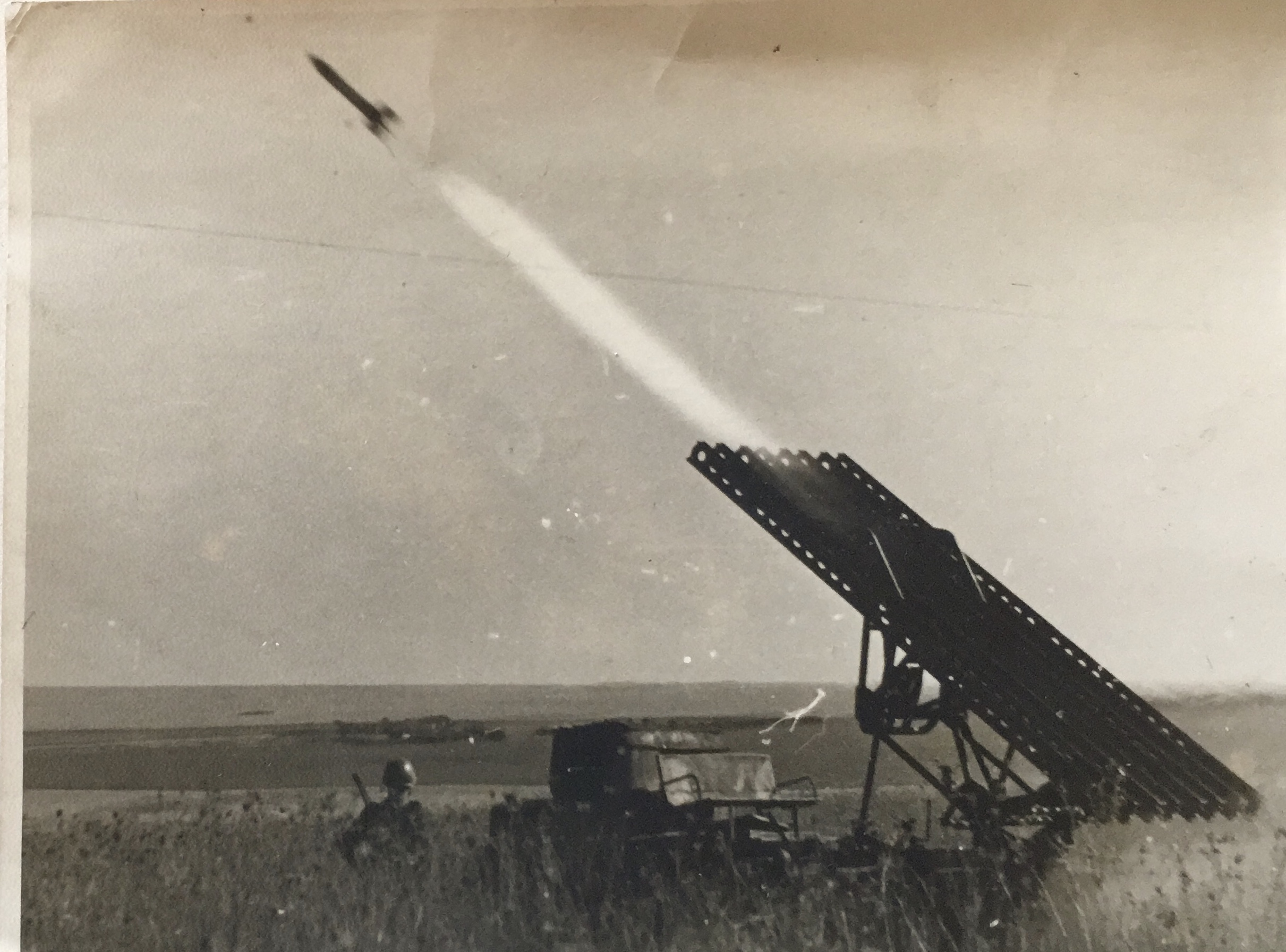
Un Katjuša russo, conquistato dai reparti di artiglieria dell'ARMIR (comandati da Mario Balotta), testato dai soldati italiani.

Il sistema d'arma era generalmente composto di una motrice avente una struttura di sostegno per il lancio di un numero variabile tra i 16 e i 48 razzi, che partivano in salve consecutive. Una squadra di lanciarazzi in assetto da combattimento appariva generalmente allineata, con lo scopo di creare un nutrito fuoco di sbarramento o disseminare una linea compatta di distruzione sull'obiettivo. Il loro formidabile potenziale di fuoco era però compensato da una strumentale imprecisione di tiro, dovuta alla relativa condizionabilità della traiettoria e alla difficoltà di correzione una volta che fosse partita la prima salva.
Il progetto dei razzi di quest'arma si deve ad un gruppo di scienziati guidati da Georgi Langemak. I razzi del sistema BM-13, chiamati RS-132 (RS sta per Реактивный Снаряд, Reaktnivnyj Snarjad = razzo autopropellente) erano alti circa 1,8 metri, del diametro di 132 mm e di 42 kg di peso. Il lancio avveniva per mezzo di un propulsore solido a base di nitrocellulosa disposta nel motore in acciaio del razzo. Il razzo era stabilizzato da alettoni incrociati in latta d'acciaio. L'ogiva esplosiva, con possibilità di predisporla con capacità di penetrazione o frammentazione, era di un peso di 22 kg. Il raggio d'azione arrivava fino agli 8,5 km.
Queste macchine assunsero il nomignolo, non ufficiale ma immediatamente diffusosi nell'Armata Rossa, dal titolo di una canzone popolare in auge durante la grande guerra patriottica, Katjuša.
Essa narrava di una ragazza che si strugge di nostalgia per il suo amore lontano, partito per il servizio militare.
Il sistema d'arma era anche conosciuto come «organo di Stalin», appellativo datogli dai soldati tedeschi per via del caratteristico suono dei razzi in partenza.
I razzi Katyusha furono montati su diverse piattaforme in combattimento, come autocarri (i più usati erano gli ZiS-5 e 6, Ford, Studebaker e Chevrolet), scafi di carri armati obsoleti (soprattutto i T-60), o come piattaforma mobile trainata per mezzo di trattori da artiglieria (come l'STZ-5). È stato registrato un uso dei razzi anche su imbarcazioni fluviali, navi da guerra e aerei: in quest'ultimo caso, il primo utilizzo risale addirittura agli incidenti di confine tra URSS e Giappone alla Khalkhin Gol nel 1939.
Lo sviluppo dei lanciarazzi BM-8 e BM-13 dotati di razzi Katyusha nacque dall'esigenza di opporre una risposta ferma al Nebelwerfer e al Panzerwerfer tedeschi, che stavano di fatto dimostrando l'efficacia dello sbarramento da parte di potenti lanciarazzi lungo le direttrici di movimento delle linee nemiche.
Gli studi sull'artiglieria sovietica cominciarono nel 1938 e i primi BM-8 da 82mm videro approvato il loro ingresso in guerra il 21 giugno 1941.
Il battesimo del fuoco avvenne il 14 luglio seguente, quando una batteria sperimentale di sette lanciatori fu utilizzata contro l'esercito tedesco a Rudnja, in Russia al comando del capitano Flerov. I primi otto reggimenti di Katjuša (36 lanciarazzi per ogni reggimento) furono creati in data 8 agosto dello stesso anno. Alla fine del 1942 erano stati costruiti 3.237 lanciatori Katyusha di tutti i tipi e alla fine della guerra la produzione totale raggiunse circa i 10.000 esemplari.
La velocità di lancio, il suono dei razzi in partenza e la sua capacità di colpire una vasta area resero questo sistema d'arma il più psicologicamente efficace tra quelli dell'arsenale sovietico.
Dopo la seconda guerra mondiale, il nomignolo Katjuša ha continuato ad essere usato impropriamente anche per i lanciarazzi più moderni come il BM-21.

## Tabella riassuntiva
Qui viene proposta la tabella delle caratteristiche principali delle tre tipologie di razzo in uso nei lanciatori Katjuša dal 1941 al 1945, ivi compresa la tipologia BM-31, utilizzata soprattutto da autocarri pesanti (tipo lo ZIS-6 e gli Studebaker) e aerei (come sul bombardiere Ilyushin Il-2). Il BM-31 era nato per migliorare le prestazioni dei precedenti BM-8 e BM-13, ed aveva una testata esplosiva più potente. Ne vennero prodotti oltre 1200 nel 1944 e 600 nel 1945. Poco si sa sull'uso di questi sistemi come arma di artiglieria terrestre, in quanto furono radiati subito dopo la guerra. Esistono delle foto, ma sono poche e non consentono di dare un quadro preciso della situazione. Si pensa che fossero usati esclusivamente per sfoltire le linee nemiche prima dell'attacco delle truppe.
| Modello                          | u.m. | BM-8 | BM-13 | BM-31 |
| -------------------------------- | ---- | ---- | ----- | ----- |
| Operativo                        | dal  | 1941 | 1941  | 1943  |
| Calibro                          | mm   | 82   | 132   | 300   |
| Lunghezza                        | mm   | 714  | 1415  | 1760  |
| Massa della testata              | kg   | 5,4  | 21,3  | 52,4  |
| Massa dell'esplosivo             | kg   | 0,6  | 4,9   | 28,8  |
| Massa a vuoto                    | kg   | 6,8  | 35,4  | 81,1  |
| Massa del propellente            | kg   | 1,2  | 7,1   | 11,3  |
| Peso in assetto da combattimento | kg   | 8,0  | 42,5  | 92,4  |
| Percentuale carburante           | %    | 15,0 | 16,7  | 12,2  |
| Rapporto testata/razzo           | %    | 67,5 | 51,3  | 56,7  |
| Velocità di partenza             | m/s  | 315  | 355   | 255   |
| Gittata massima                  | m    | 5500 | 8470  | 4300  |

Dal momento in cui i lanciatori si fermavano, erano pronti al fuoco nell'arco di 2 o 3 minuti. Un'intera salva di 16 razzi era in grado di partire, dal momento dell'ignizione, in un tempo dai 7 ai 10 secondi.
L'alzo della struttura copriva dai 4 ai 45 gradi, con un'incertezza di 10 gradi dovuta alla possibile inclinazione del lanciatore, che peraltro difficilmente poteva superare i 40 km/h fuori strada.